# Brummel (Schiff, 1962)
Brummel war der erste Name eines Ausflugsschiffs aus der DDR.

## Geschichte
Die Brummel gehörte der „Bummi-Klasse“ an; die offizielle Bezeichnung für diesen Schiffstyp war „Binnenfahrgastschiff 20 m / Projekt 553 und 8403“. Insgesamt wurden vier Exemplare dieses Typs gebaut; zunächst die Fritz Reuter und die Harry, dann noch Bummi und Brummel, die nach zwei beliebten Bärenfiguren in der Kinderzeitschrift Bummi benannt wurden. Die Harry wurde laut einer Internetseite zur DDR-Binnenschifffahrt nach der Wende verschrottet, befand sich aber laut Dieter Schubert um das Jahr 2000 noch bei Santana Yachting in Neustrelitz und sollte nach einem Umbau ab Mai 2000 auf dem Zierker See zum Einsatz kommen. Die Bummi, das namengebende Schiff, lag im Jahr 2021 in desolatem Zustand in Gussow. Die Fritz Reuter befand sich 2017 in privater Hand und stand zum Verkauf. Laut Uwe Gieslers Schiffsdatenbank war sie zumindest im Mai 2021 noch existent und lag als Wohnschiff in Oberschöneweide.
Die Brummel wurde 1962 für den VEB Weiße Flotte in Berlin gebaut, kam 1971 zum VEB Kombinat Kraftverkehr Frankfurt (Oder), Betrieb Eisenhüttenstadt, und zu einem ungeklärten Zeitpunkt zum VEB Weiße Flotte in Halle. Nach der Wende übernahm 1991 Gerd Neumann in Eberswalde das Schiff, später dann Frank Neumann. 1999 gelangte die Brummel in die Hände von Adolf Haak in Bleckede, ehe das Schiff 2006 nach Bad Dürrenberg kam. 2010 wurde es erneut verkauft.
Unter Detlef Furchheim wurde das Schiff, das ab 2011 von Weißenfels aus fuhr, in Reeperbahn umgetauft. Furchheim hatte, als die Reeperbahn in Anwesenheit des Verkehrsministers Karl-Heinz Daehre getauft wurde, noch hochfliegende Pläne. Nach dem 2008 angeschafften Traumschiff und der Reeperbahn wollte er sich ein drittes Schiff zulegen, um auch Fahrten auf dem Geiseltalsee anbieten zu können. Die Reeperbahn sollte dann von Merseburg dorthin verlegt werden. Dazu kam es aber nicht. 
Bereits 2012 wurde das Schiff weiterverkauft und war nunmehr als Wappen von Saalburg in Saalburg beheimatet. Der Eigner Klaus-Peter Pretzsch setzte das Schiff bis 2017 auf der Bleilochtalsperre ein und ersetzte es dann durch die ehemalige Bernkastel, einen Lux-Bau von 1969, den er in Thüringer Meer umbenannte. Die ehemalige Brummel sollte eventuell als Imbiss-Schiff in Saaldorf weiterverwendet werden, was aber offenbar nicht in die Tat umgesetzt wurde. Dann war ein Verkauf an den Senftenberger See geplant, der aber an einem Erdrutsch scheiterte.
In der Saison 2024 war die Wappen von Saalburg wieder im Einsatz. Sie wurde für „(N)ostalgiefahrten“ genutzt und war für Gruppen bis 40 Personen zu buchen.
Die Frontpartie des Schiffes wurde mehrmals umgestaltet und das Schiff hat nicht mehr die ursprüngliche Maschine, sondern einen Motor von 1981. Waren im Jahr 2000 noch 70 Passagiere zugelassen, so durfte das Schiff als Reeperbahn bzw. als Wappen von Saalburg nur noch 55 Passagiere befördern.

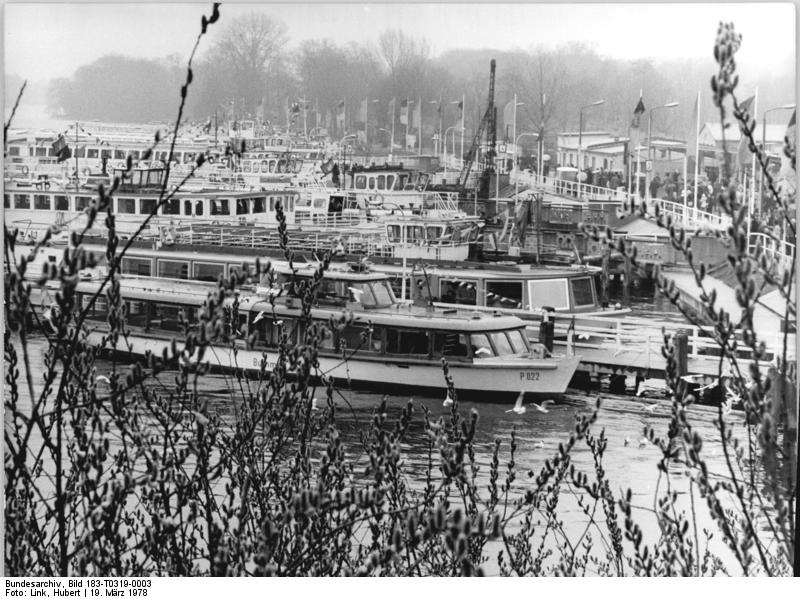
Im Vordergrund: Das Schwesterschiff Bummi im Jahr 1978